# Хокеј на леду на Зимским олимпијским играма 1984.
Хокејашки турнир на Зимским олимпијским играма 1984. био је петнаести по реду олимпијски турнир у хокеју на леду у организацији Светске хокејашке федерације (ИИХФ). Турнир се одржао као део програма Зимских игара XIV олимпијаде чији домаћин је био југословенски град Сарајево.  Олимпијски турнир се одржавао од 7. до 19. фебруара 1984. године. 
Репрезентација  Совјетског Савеза освојила је шесту олимпијску титулу. Сребрна медаља припала је селекцији  Чехословачке, док је бронзу освојила репрезентација  Шведске.
Најефикаснији играч турнира био је нападач репрезентације Западне Немачке Ерих Кинхакл са 14 индексних поена (8 голова и 6 асистенција). На укупно одиграних 36 утакмица постигнуто је 305 голова или у просеку 8,47 голова по утакмици.
Репрезентација Југославије по пети пут је заиграла на олимпијским играма, а заузела је 11. место.

## Квалификације
У квалификацијама су учествовале репрезентација Норвешке као четвртопласирана у групи Б на Светском првенству 1983. године и репрезентација Холандије као првопласирана у групи Ц на Светском првенству 1983. године. Квалификације су одржане априла 1983. године у Гармишу у Западној Немачкој.
| 9. април 1983.  | Гармиш-Партенкирхен, З. Немачка | Норвешка | 4:4  | Холандија | 1:0,2:1,1:3 |
|                 |                                 |          |      |           |             |
| 10. април 1983. | Гармиш-Партенкирхен, З. Немачка | Норвешка | 10:2 | Холандија | 3:0,4:2,3:0 |

## Учесници олимпијског турнира
На олимпијском турниру је учествовало 12 репрезентација које су обезбедиле учешће на основу пласмана на Светском првенству 1983. године. Учествовале су 10 из Европе и две из Северне Америке. Репрезентација Источне Немачке је одустала од такмичења а њено место заузела је репрезентација Југославије. 
| - Сједињене Државе - Западна Немачка - Канада - Совјетски Савез - Финска - Чехословачка - Норвешка - Шведска - Југославија - Италија - Аустрија - Пољска |

## Први круг
У првом кругу репрезентације су биле подељене у две групе са по шест екипа. Две првопласиране екипе из обе групе обезбедиле су учешће у финалној групи. Трећепласиране екипе из обе групе играле су утакмицу за 5. место. Четвртопласиране екипе из обе групе играле су утакмицу за 7. место.

### Група А
| 7. фебруар 1984.  | Сарајево | Шведска         | 11: 3  | Италија         | 2:1, 3:2, 6:0 |
| 7. фебруар 1984.  | Сарајево | Западна Немачка | 8:1    | Југославија     | 1:1, 4:0, 3:0 |
| 7. фебруар 1984.  | Сарајево | Совјетски Савез | 12 : 1 | Пољска          | 3:1, 4:0, 5:0 |
|                   |          |                 |        |                 |               |
| 9. фебруар 1984.  | Сарајево | Совјетски Савез | 5:1    | Италија         | 4:0, 1:1, 0:0 |
| 9. фебруар 1984.  | Сарајево | Западна Немачка | 8:5    | Пољска          | 2:2, 3:1, 3:2 |
| 9. фебруар 1984.  | Сарајево | Шведска         | 11:0   | Југославија     | 4:0, 1:0, 6:0 |
|                   |          |                 |        |                 |               |
| 11. фебруар 1984. | Сарајево | Шведска         | 1:1    | Западна Немачка | 1:0,0:0,0:1   |
| 11. фебруар 1984. | Сарајево | Италија         | 6: 1   | Пољска          | 0:1, 4:0, 2:0 |
| 11. фебруар 1984. | Сарајево | Совјетски Савез | 9:1    | Југославија     | 4:0,1:1,4:0   |
|                   |          |                 |        |                 |               |
| 13. фебруар 1984. | Сарајево | Совјетски Савез | 6: 1   | Западна Немачка | 4:1, 2:0, 0:0 |
| 13. фебруар 1984. | Сарајево | Шведска         | 10: 1  | Пољска          | 2:1, 7:0, 1:0 |
| 13. фебруар 1984. | Сарајево | Југославија     | 5: 1   | Италија         | 0:0, 2:1, 3:0 |
|                   |          |                 |        |                 |               |
| 15. фебруар 1984. | Сарајево | Совјетски Савез | 10:1   | Шведска         | 5:0, 4:0, 1:1 |
| 15. фебруар 1984. | Сарајево | Пољска          | 8:1    | Југославија     | 2:1,3:0,3:0   |
| 15. фебруар 1984. | Сарајево | Западна Немачка | 9:4    | Италија         | 1:0, 5:1, 3:3 |

| 1 | Совјетски Савез | 5 | 5 | 0 | 0 | 42 | 5  | +37 | 10 |
| 2 | Шведска         | 5 | 3 | 1 | 1 | 34 | 15 | +19 | 7  |
| 3 | Западна Немачка | 5 | 3 | 1 | 1 | 27 | 17 | +10 | 7  |
| 4 | Пољска          | 5 | 1 | 0 | 4 | 16 | 37 | -21 | 2  |
| 5 | Италија         | 5 | 1 | 0 | 4 | 15 | 31 | -16 | 2  |
| 6 | Југославија     | 5 | 1 | 0 | 4 | 8  | 37 | -29 | 2  |

### Група Б
| 7. фебруар 1984.  | Сарајево | Финска           | 4:3   | Аустрија         | 1:0, 2:1, 1:2 |
| 7. фебруар 1984.  | Сарајево | Канада           | 4:2   | Сједињене Државе | 2:1, 1:1, 1:0 |
| 7. фебруар 1984.  | Сарајево | Чехословачка     | 10 :4 | Норвешка         | 2:0, 5:2, 3:2 |
|                   |          |                  |       |                  |               |
| 9. фебруар 1984.  | Сарајево | Канада           | 8:1   | Аустрија         | 2:0, 4:0, 2:1 |
| 9. фебруар 1984.  | Сарајево | Чехословачка     | 4:1   | Сједињене Државе | 2:1, 1:0, 1:0 |
| 9. фебруар 1984.  | Сарајево | Финска           | 16:2  | Норвешка         | 5:0, 6:1, 5:1 |
|                   |          |                  |       |                  |               |
| 11. фебруар 1984. | Сарајево | Чехословачка     | 13:0  | Аустрија         | 0:0, 6:0, 7:0 |
| 11. фебруар 1984. | Сарајево | Сједињене Државе | 3:3   | Норвешка         | 2:1, 0:1, 1:1 |
| 11. фебруар 1984. | Сарајево | Канада           | 4:2   | Финска           | 1:0, 0:2, 3:0 |
|                   |          |                  |       |                  |               |
| 13. фебруар 1984. | Сарајево | Канада           | 8:1   | Норвешка         | 2:0, 3:0, 3:1 |
| 13. фебруар 1984. | Сарајево | Чехословачка     | 7:2   | Финска           | 4:1, 1:1, 2:0 |
| 13. фебруар 1984. | Сарајево | Сједињене Државе | 7:3   | Аустрија         | 2:1, 0:1, 5:1 |
|                   |          |                  |       |                  |               |
| 15. фебруар 1984. | Сарајево | Финска           | 3:3   | Сједињене Државе | 1:0, 1:2, 1:1 |
| 15. фебруар 1984. | Сарајево | Аустрија         | 6:5   | Норвешка         | 4:0, 2:4, 0:1 |
| 15. фебруар 1984. | Сарајево | Чехословачка     | 4:0   | Канада           | 1:0, 1:0, 2:0 |

| 1 | Чехословачка     | 5 | 5 | 0 | 0 | 38 | 7  | +31 | 10 |
| 2 | Канада           | 5 | 4 | 0 | 1 | 24 | 10 | +14 | 8  |
| 3 | Финска           | 5 | 2 | 1 | 2 | 27 | 19 | +8  | 5  |
| 4 | Сједињене Државе | 5 | 1 | 2 | 2 | 16 | 17 | -1  | 4  |
| 5 | Аустрија         | 5 | 1 | 0 | 4 | 13 | 37 | -24 | 2  |
| 6 | Норвешка         | 5 | 0 | 1 | 4 | 15 | 43 | -28 | 1  |

## Завршни круг

### Утакмица за 7. место
| 17. фебруар 1984. | Сарајево | Сједињене Државе | 7:4 | Пољска | 2:2, 4:2, 1:0 |

### Утакмица за 5. место
| 17. фебруар 1984. | Сарајево | Западна Немачка | 7:4 | Финска | 1:2, 1:2, 5:0 |

### Група од 1-4 места
| 17. фебруар 1984. | Сарајево | Чехословачка    | 2:0 | Шведска      | 0:0, 0:0, 2:0 |
| 17. фебруар 1984. | Сарајево | Совјетски Савез | 4:0 | Канада       | 0:0, 2:0, 2:0 |
|                   |          |                 |     |              |               |
| 19. фебруар 1984. | Сарајево | Шведска         | 2:0 | Канада       | 0:0, 1:0, 1:0 |
| 19. фебруар 1984. | Сарајево | Совјетски Савез | 2:0 | Чехословачка | 1:0, 1:0, 0:0 |

| №  | Репрезентација  | Ут | П | Нер | И | ГД | ГП | ГР  | Бод |
| -- | --------------- | -- | - | --- | - | -- | -- | --- | --- |
| 1. | Совјетски Савез | 3  | 3 | 0   | 0 | 16 | 1  | +15 | 6   |
| 2. | Чехословачка    | 3  | 2 | 0   | 1 | 6  | 2  | +4  | 4   |
| 3. | Шведска         | 3  | 1 | 0   | 2 | 3  | 12 | -9  | 2   |
| 4. | Канада          | 3  | 0 | 0   | 3 | 0  | 10 | -10 | 0   |

## Коначан пласман и признања

### Коначан пласман
Коначан пласман на олимпијском турниру 1984. био је следећи:
| ОИ  | Репрезентација   |
|     | Совјетски Савез  |
|     | Чехословачка     |
|     | Шведска          |
| 04. | Канада           |
| 05. | Западна Немачка  |
| 06. | Финска           |
| 07. | Сједињене Државе |
| 08. | Пољска           |
| 09. | Италија          |
| 10. | Аустрија         |
| 11. | Југославија      |
| 12. | Норвешка         |